# Categorical Abstract Machine Language
Caml (скорочення від англ. Categorical Abstract Machine Language) — діалект мови програмування ML, розроблений в INRIA та ENS.
Як і всі діалекти ML, Caml є мовою програмування зі статичною типізацією, строгим порядком обчислень, та використовує автоматичне керування пам'ятю.
Перша реалізація Caml була здійснена на мові програмування Лісп, та мала неформальну назву «Важкий CAML» через порівняно високі вимоги до кількості наявних ресурсів у порівнянні з наступником — мовою програмування Caml Light, реалізовану на мові програмування Сі Ксавієром Лероєм та Дамієном Доліґезом.
На поточний момент, найпоширенішою реалізацією Caml є Objective Caml, який додає багато нових можливостей до початкового варіанту мови, включаючи і механізми об'єктно-орієнтованого програмування.